# Cavaliere (araldica)
Cavaliere è un termine utilizzato in araldica per indicare un guerriero a cavallo, armato di tutte pezze, cioè con l'armatura completa di tutti gli elementi.
Il cavaliere medievale è alla base dell'araldica: per questo simboleggia la nobiltà.

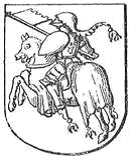
Stemma di Lerbach, Osterode am Harz, Germania
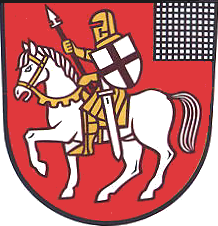
Hohenkirchen, Georgenthal, Germania
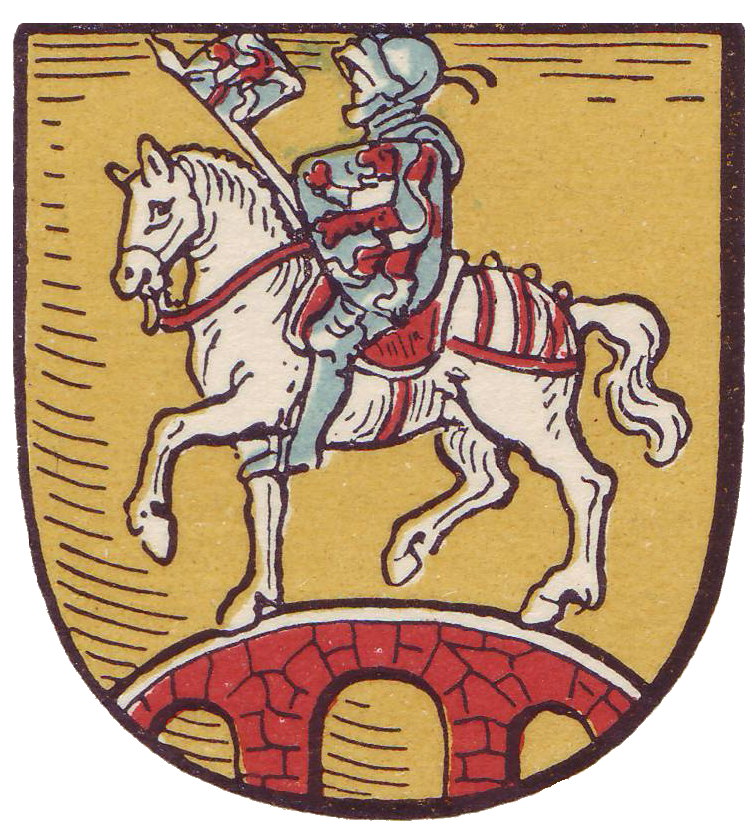
Thamsbrück, Bad Langensalza, Germania
Antônio Martins da Cruz Jobim, barone di Cambaí, Brasile
Lepel', Bielorussia
Stemma della Lituania